# Тереньгульський район
Тереньгульський район (рос. Тереньгульский район) — адміністративно-територіальна одиниця (район) та муніципальне утворення (муніципальний район) у центральній частині Ульяновської області Росії.
Адміністративний центр — робітниче селище Тереньга.

## Історія
Тереньгульський район був утворений у 1928 році на базі Тереньгівської (Тереньгульської) волості, колишнього Сенгілеївського повіту та увійшов до складу Сизранського округу Середньо-Волзької області.

## Населення
| 1939    | 1989    | 2002    | 2009    | 2010    | 2011    | 2012    |
| ------- | ------- | ------- | ------- | ------- | ------- | ------- |
| 40 897  | ↘22 551 | ↘20 617 | ↘19 140 | ↘18 761 | ↘18 698 | ↘18 476 |
| 2013    | 2014    | 2015    | 2016    | 2017    | 2018    | 2019    |
| ↘18 268 | ↘18 051 | ↘17 911 | ↘17 766 | ↘17 669 | ↘17 423 | ↘16 989 |
| 2020    | 2021    |         |         |         |         |         |
| ↘16 738 | ↘15 884 |         |         |         |         |         |